# Pyrofomes lateritius
Pyrofomes lateritius är en svampart som först beskrevs av Mordecai Cubitt Cooke, och fick sitt nu gällande namn av Leif Ryvarden 1972. Pyrofomes lateritius ingår i släktet Pyrofomes och familjen Polyporaceae.   Inga underarter finns listade i Catalogue of Life.